# ジャッキー・ナバ
ジャッキー・ナバ（Jackie Nava、1980年4月11日 - ）は、メキシコの元プロボクサー、元キックボクサー。バハ・カリフォルニア州ティフアナ出身。元WBA・WBC女子世界スーパーバンタム級スーパー王者。

## 来歴
12歳でリマ・ラマという格闘技をはじめて、1997年に黒帯を授与される。
1996年4月24日、ティフアナでキックボクシングデビュー戦。
2001年5月29日、ハワイ州のホノルルでビッキー・コージーと対戦し、3-0の判定勝ちを収めボクシングデビュー戦を白星で飾った。
2003年5月7日、ネバダ州ノースラスベガスでブランカ・ルナと対戦し、プロ初黒星となる0-2（37-39、38-38、37-39）の判定負けを喫した。
2004年4月2日、メヒカリでオフィリア・ドミンゲスとメキシコ女子スーパーバンタム級王座決定戦を行い、初回49秒TKO勝ちを収め王座獲得に成功した。
2005年2月28日、ティフアナでマーサ・レティシア・アレバロとWBA女子世界バンタム級初代王座決定戦を行い、7回59秒TKO勝ちを収め王座獲得に成功した。
2005年5月30日、ティフアナでレオナ・ブラウンとWBC女子世界スーパーバンタム級初代王座決定戦を行い、3-0（100-88、100-88、100-89）の判定勝ちを収め王座獲得に成功した。
2005年10月17日、ティフアナでスザンナ・バスケスと対戦し、3-0（100-92、99-91、99-91）の判定勝ちを収めWBC王座の初防衛に成功した。
2006年1月28日、カンクンでケルシー・ジェフリーズと対戦し、3-0（98-91、96-93、96-94）の判定勝ちを収めWBC王座の2度目の防衛に成功した。
2006年5月20日、ティフアナでアレハンドラ・オリベラスと対戦し、プロ初のKO負けとなる8回1分47秒KO負けを喫しWBC王座の3度目の防衛に失敗、王座から陥落した。
2007年3月2日、アルゼンチンのコルドバでWBC女子世界スーパーバンタム級王者のアレハンドラ・オリベラスと対戦し、0-1（96-97、96-96、95-95）の判定で引き分けた為WBC王座への返り咲きに失敗した。
2007年9月16日、ネバダ州ラスベガスのハードロック・ホテル・アンド・カジノでドナ・ビガーズとWBC女子世界スーパーバンタム級暫定王座決定戦を行い、3-0（100-90、100-90、100-90）の判定勝ちを収め暫定ながらWBC王座への返り咲きに成功した。
2008年5月17日、アグアスカリエンテスでヤズミン・リバスと対戦し、3-0の判定勝ちを収めWBC暫定王座の初防衛に成功した。
2008年9月15日、メキシコシティのアレナ・メヒコでベティナ・ガブリエラ・ガリーノとWBA女子世界スーパーバンタム級挑戦者決定戦を行い、8回33秒TKO勝ちを収めWBA王座への挑戦権を獲得した。
2008年11月2日、アグアスカリエンテスでマリア・デル・カルメン・ポテンザと対戦し、3-0（100-90、99-91、99-91）の判定勝ちを収めWBC暫定王座の2度目の防衛に成功した。
2009年4月30日、アルゼンチンのブエノスアイレスにあるエスタディオ・ルナ・パルクで正規王者のマルセラ・アクーニャとWBC女子世界スーパーバンタム級王座統一戦を行い、0-3（92-98、91-98、90-99）の判定負けを喫し王座統一に失敗、王座から陥落すると共にナバが保持していた暫定王座は正規王座に吸収される形で消滅した。
2010年1月30日、メキシコシティでシャンテル・マルティネスとWBC女子世界スーパーバンタム級暫定王座決定戦を行い、3-0（98-90、98-90、97-91）の判定勝ちを収めWBC暫定王座への返り咲きに成功した。
2010年8月21日、ティフアナでマリア・アンドレア・ミランダと対戦し、4回1分31秒TKO勝ちを収めWBC暫定王座の初防衛に成功した。
2010年11月6日、メリダでジェニファー・サリナスと対戦し、3-0（100-90、99-90、99-91）の判定勝ちを収めWBC暫定王座の2度目の防衛に成功した。
2010年12月、正規王者のマルセラ・アクーニャが王座を返上して引退するもナバは暫定王座に据え置かれた。（アクーニャは名誉王座に認定された）
2011年1月29日、クリアカンでフレディ・ゴンザレスと対戦し、3-0（100-90、99-91、99-91）の判定勝ちを収めWBC暫定王座の3度目の防衛に成功した。
2011年4月16日、ボカ・デル・リオでアナ・マリア・トーレスとノンタイトル10回戦を行い、0-0（95-95、95-95、95-95）の判定で引き分けた。
2011年7月30日、トゥストラ・グティエレスでアナ・マリア・トーレスとWBC女子世界バンタム級ダイヤモンド王座決定戦を行い、0-3（94-96、94-96、94-96）の判定負けを喫し王座獲得に失敗した。
2011年10月8日、ティフアナでエディス・マティセとノンタイトル10回戦を行い、3-0（100-90、100-90、99-91）の判定勝ちを収め再起を果たした。
2012年1月28日、ティフアナのアウディトリオ・ムニシパル・ファウスト・グティエレス・モレノでシャンテル・マルティネスが持つWBA女子世界スーパーバンタム級王座に挑戦し、3-0（100-89、100-90、99-90）の判定勝ちを収め王座獲得に成功した。
2012年5月5日、ティフアナのアウディトリオ・ムニシパルでダイアナ・アヤラと対戦し、3-0（100-90、100-90、100-90）の判定勝ちを収めWBA王座の初防衛に成功した。
2012年8月18日、バジェ・デ・グアダルーペでリサ・ブラウンと対戦し、3回1分42秒TKO勝ちを収めWBA王座の2度目の防衛に成功した。
2012年10月、WBAから休養王座に認定された。
2014年5月24日、ティフアナのアウディトリオ・ムニシパルでWBA女子世界スーパーバンタム級暫定王者アリス・サンチェスと対戦し、7回46秒KO勝ちを収め暫定ながらWBA王座への復帰を果たした。
2014年9月6日、メキシコシティのアレナ・シウダ・デ・メヒコで自身の持つWBA女子世界スーパーバンタム級暫定王座とアリシア・アシュレーの持つWBC女子世界スーパーバンタム級王座を懸け対戦し、2-0の判定勝ちを収めWBA王座の初防衛に成功、WBC王座の獲得にも成功した。
2014年10月15日、WBAからスーパー王座に認定された。
2014年12月6日、エルモシージョでサイダ・モスケラと対戦し、3-0の判定勝ちを収めWBA王座の2度目の防衛に成功、WBC王座の初防衛にも成功した。
2015年2月28日、ロサリトでマイラ・ゴメスと対戦し、6回1分22秒TKO勝ちを収めWBA王座の3度目の防衛に成功、WBC王座の2度目の防衛にも成功した。
2017年2月4日、メヒコ州クアウティトラン・イスカリでアナ・マリア・ロサノとWBC女子インターナショナルスーパーバンタム級王座決定戦を行い、10回3-0（99-91、97-93が2者）の判定勝ちを収め王座獲得に成功、復帰戦を白星で飾った。
2022年Gloria Elena Yancaqueoに判定勝利して引退。

## 戦績
- ボクシング：40戦 33勝（14KO） 4敗 3分

## 獲得タイトル
- メキシコ女子スーパーバンタム級王座
- 初代WBA女子世界バンタム級王座
- 初代WBC女子世界スーパーバンタム級王座
- WBC女子世界スーパーバンタム級暫定王座
- 第4代WBA女子世界スーパーバンタム級王座
- WBA女子世界スーパーバンタム級暫定王座
- WBA女子世界スーパーバンタム級スーパー王座
- 第5代WBC女子世界スーパーバンタム級王座
- WBC女子インターナショナルスーパーバンタム級王座